# Coronel Xavier Chaves
Coronel Xavier Chaves är en kommun i Brasilien.   Den ligger i delstaten Minas Gerais, i den sydöstra delen av landet, 700 km sydost om huvudstaden Brasília. Antalet invånare är 3 301.
Omgivningarna runt Coronel Xavier Chaves är huvudsakligen savann. Runt Coronel Xavier Chaves är det ganska glesbefolkat, med 28 invånare per kvadratkilometer.